# Conocybula
Conocybula Fayod – rodzaj grzybów z rodziny gnojankowatych (Bolbitiaceae).

## Systematyka i nazewnictwo
Pozycja w klasyfikacji według Index Fungorum: Bolbitiaceae, Agaricales, Agaricomycetidae, Agaricomycetes, Agaricomycotina, Basidiomycota, Fungi.
Takson utworzyli w 2024 roku T. Bau i H.B. Song po przeprowadzeniu badań filogenetycznych. Jego gatunkiem typowym jest Conocybula longistipitata (E.F. Malysheva & Kiyashko) T. Bau & H.B. Song 2024.
Gatunki występujące w Polsce:
- Conocybula coprophila (Kühner) T. Bau & H.B. Song 2024 – tzw. stożkówka odchodowa[2]
- Conocybula cyanopus (G.F. Atk.) T. Bau & H.B. Song 2024 – tzw. stożkówka sinostopka[3]

Nazwy naukowe na podstawie Index Fungorum. Wykaz gatunków i nazwy polska według Władysława Wojewody i innych.